# Muhammad Yunus Nawandish
Muhammad Yunus Nawandish (em persa:  محمد يونس نوانديش) é um político afegão. É, atualmente, o prefeito da capital do Afeganistão, Cabul, desde janeiro de 2010, sucedendo Abdul Ahad Sayebi. Desde que tomou posse como prefeito, iniciou um programa intensivo de melhorias municipais em ruas, parques, vegetação, recolha de receitas, controle ambiental e gestão de resíduos sólidos. Ele é supervisionado nos seus trabalhos de reforma municipais pelo projeto Iniciativa Cabul, do Banco Mundial, e outros doadores internacionais, desejosos no desenvolvimento da capacidade municipal e melhoria na prestação de serviços e infraestrutura.
O prefeito de Cabul foi convidado para a Conferência das Nações Unidos de Prefeitos em 2011, quando foi condecorado pelos cidadãos da capital afegã. O Christian Science Monitor também o saudou como um "modelo para a política moderna asiática" e o apelidou de "construtor de Cabul". Em 2012, Muhammad Yunus Nawandish foi escolhido como um dos dezesseis melhores administradores públicos pelo Instituto Universitário de Altos Estudos Internacionais, em Genebra, na Suíça; na fase final dessa seleção, Nawandish ficou na 5ª posição. Destacou-se também como professor de Engenharia na Universidade de Balkh.
Bacharel em Engenharia de Produção pela Universidade Politécnica de Cabul e Mestre em Produção e Distribuição de Gás pela Universidade de Lviv, na Ucrânia, projetou o maior projeto do setor de energia no Afeganistão, o Sistema de Transmissão do Norte, que fornece energia para o país através de um gasoduto no Uzbequistão. Em nome do governo afegão, coordenou cerca de 500 milhões de dólares em projetos no setor energético com a cooperação do Banco Asiático de Desenvolvimento, a União Europeia e os governos da Coreia do Sul, Índia, Irã, Turcomenistão e Tadjiquistão. Em razão desses trabalhos, foi vice-ministro da Água e Energia de 2001 a 2005, quando conseguiu novos projetos de construção e reabilitação na geração, transmissão e distribuição de energia em um ambiente de conflito.